# Прилуцький автобус
Прилу́цький авто́бус — автобусна система міста Прилуки.

## Історія
28 лютого 1951 року почало свою діяльність «АТП-17407», яке  на балансі якого перебувало всього 7 машин, з відкриттям маршруту «Міська лікарня — Плискунівка». 1954 року відкрито ще два маршрути: «Площа — Хутір Рокитний (колгосп ім. Сталіна)» та «Залізничний вокзал — Плискунівка».  
У грудні 1958 року відкрито пасажирське підприємство. Станом на 1965 рік мережа складалася з 11 міських маршрутів, а 1984 року — 12 маршрутів. 
1998 року підприємство реорганізовано у ВАТ «Прилуцьке АТП-17407». Нині підприємство здійснює перевезення на міських, приміських та міжміських маршрутах.
На початку 2000-х років в Прилуках почали з'являтися маршрутні таксі. Перший маршрут, який обслуговували приватні перевізники, був «273-й квартал — Дослідна станція», який отримав № 21. Так само після 2002 року були відкриті нові міські автобусні маршрути, які обслуговувало ВАТ «Прилуцьке АТП-17407». Нові маршрути об'єднали віддалені частини міста з центром та між собою:
- № 13 «Дослідна станція — Залізничний вокзал — Промзона»;
- № 14 «Дослідна станція — Івушка»;
- № 15 «Дослідна станція — Вулиця Берегова»;
- № 16 «Військове містечко № 12 — Завод "Тваринмаш"»;
- № 16А «Військове містечко № 12 — 273-й квартал»;
- № 17 «Івушка — 273-й квартал».

Маршрут № 16 спочатку прямував по трасі «Військове містечко № 12 — Магазин № 3», але пізніше був подовжений до Прилуцького педучилища, а потім до 273-го кварталу, та незабаром був закільцьованим навколо 273-го кварталу і прямував вулицями Перемоги, Індустріальною, Польовою, Гвардійською, а кінцевою зупинкою став «Завод "Тваринмаш"».
25 травня 2018 року дитячий проїзд коштував 2₴.
З 18 березня по 3 квітня 2020 року було скасовано маршрути № 10, 16, 16а, 19, 20, 28, 38 за звичними маршрутами. 25 березня було скасовано всі маршрути, у місті курсував лише відомчий транспорт. Однак, з 23 травня 2020 року було відновлено рух маршрутів № 14 і 28, потім поступово було відновлено маршрути № 2а, 4, 5, 15, 20, 21, 38.
З жовтня 2020 року було скорочено кількість автобусних маршрутів скоротили з 31 до 19. Олександр Сивенко зазначив, що повноцінний рух автобусних маршрутів відновиться після зняття карантинних обмежень.
З 4 лютого 2021 року було тимчасово скасовано маршрут № 8.
7 грудня 2021 року відбувся конкурс перевізників щодо маршрутів:
- № 3А «Вулиця Густинська — Залізничний вокзал» (новий маршрут);
- № 4А «Військове містечко № 12 — Школа № 13» (новий маршрут);
- № 5А «Дослідна станція — Залізничний вокзал» (новий маршрут);
- № 13 «Дослідна станція — Залізничний вокзал — Промзона» (скасований з 2011 року);
- № 14 «Дослідна станція — Івушка» (скасований раніше);
- № 18 «Івушка — селище Будмаш» (скасований з 2009 року);
- № 20 «273-й квартал — Залізничний вокзал» (скасований з 2020 року);
- № 22 «Залізничний вокзал — Школа № 13» (новий маршрут);
- № 25 «Дослідна станція — Профілакторій «Нафтовик» (скасований з 2013 року);
- № 26 «Дослідна станція — 273-й квартал» (скасований з 2019 року);
- № 35 «Івушка — 273-й квартал» (скасований з 2019 року).

Маршрути так і не було запущено.
10 грудня 2021 року у місті була презентація автобуса Ataman A092H6, який так і не виїхав на маршрути у місті.
З 24 лютого по 18 березня 2022 року внаслідок російського вторгнення в Україну та боїв за місто було тимчасово скасовано всі маршрути. 
З 18 березня 2022 року після відступу росіян було відновлено автобусний рух. Того дня відновили 3 маршрути. А з 22 березня відновили маршрути № 1, 16а.
З 11 червня 2022 року було відновлено маршрут № 8.
З 12 грудня 2022 року було відновлено маршрут № 16.
З 1 лютого 2023 року було відновлено маршрут № 2а.
8 квітня 2023 року було здійснено зміни у русі маршруту № 16а. Ввечері до приміського поїзда Бахмач - Гребінка автобус робитиме заїзд до залізничного вокзалу.
З 22 по 24 квітня 2023 року на маршруті № 8 було збільшено кількість одиниць до 8, також було запущено маршрути від гімназії №1 до кладовищ Горова Білещина і Новий Побут.
В липні 2023 року на маршрут № 9 було випущено автобус Mercedes-Benz Sprinter, який пристосований для людей з інвалідністю.
З 26 листопада 2023 по 17 березня 2024 року на зимовий період маршрут № 8 курсуватиме лише по неділях.
13 квітня 2024 року було продовжено час роботи автобусного маршруту № 8 до 15:00 (до того курсував до 12:00). Окрім того працюватиме 4 дні на тиждень (середа, четвер, субота, неділя). Випуск буде збільшено до 2 одиниць.

## Маршрути
Нині перевезення здійснюють ВАТ «Прилуцьке АТП 17407», ТОВ «Автосервіс» та ще декілька комерційних перевізників.
| Перелік автобусних маршрутів м. Прилуки | Перелік автобусних маршрутів м. Прилуки | Перелік автобусних маршрутів м. Прилуки | Перелік автобусних маршрутів м. Прилуки                                        |
| №                                       | Початковий пункт                        | Кінцевий пункт                          | Примітки                                                                       |
| --------------------------------------- | --------------------------------------- | --------------------------------------- | ------------------------------------------------------------------------------ |
| 1                                       | Дослідна станція                        | Манжосівка                              |                                                                                |
| 2                                       | 273-й квартал                           | Військове містечко № 12                 | Кільцевий                                                                      |
| 2А                                      | Військове містечко № 12                 | 273-й квартал                           | Кільцевий                                                                      |
| 2Б                                      | Дослідна станція                        | Ладанський шлях                         |                                                                                |
| 3                                       | АТП-17461                               | Сухополова                              |                                                                                |
| 4                                       | Замістя                                 | Військове містечко № 12                 |                                                                                |
| 5                                       | Дослідна станція                        | МРЕВ ДАІ                                |                                                                                |
| 6                                       | Залізничний вокзал                      | Валки                                   |                                                                                |
| 7                                       | Залізничний вокзал                      | Заїзд                                   |                                                                                |
| 8                                       | Горова Білещина                         | Новий Побут                             |                                                                                |
| 8А                                      | Гімназія № 1                            | Даньківка                               |                                                                                |
| 9                                       | Завод «Тваринмаш»                       | Селище Будмаш                           |                                                                                |
| 10                                      | Дослідна станція                        | Промзона                                | Через 273-й квартал                                                            |
| 10                                      | Гімназія № 1                            | М'ясокомбінат                           | Закритий наприкінці 1990-х років                                               |
| 13                                      | Дослідна станція                        | Промзона                                | Скасований у 2011 році, в 2021 році планувалось відновлення, однак не вдалось. |
| 14                                      | Дослідна станція                        | Сухополова                              |                                                                                |
| 15                                      | Дослідна станція                        | Вулиця Берегова                         |                                                                                |
| 16                                      | Завод «Тваринмаш»                       | Військове містечко № 12                 |                                                                                |
| 16А                                     | Військове містечко № 12                 | Завод «Тваринмаш»                       | О 18:30 робить заїзд до залізничного вокзалу.                                  |
| 17                                      | 273-й квартал                           | Івушка                                  |                                                                                |
| 18                                      | Івушка                                  | Селище Будмаш                           | Скасований у 2009 році                                                         |
| 20                                      | Залізничний вокзал                      | 273-й квартал                           | Скасований у 2020 році                                                         |
| 21                                      | Дослідна станція                        | 273-й квартал                           |                                                                                |
| 23                                      | Залізничний вокзал                      | Пирогівці                               |                                                                                |
| 25                                      | Дослідна станція                        | Профілакторій «Нафтовик»                | Скасований у 2013 році                                                         |
| 26                                      | Дослідна станція                        | 273-й квартал                           | Скасований у 2019 році                                                         |
| 28                                      | Військове містечко № 12                 | Сухополова                              |                                                                                |
| 30                                      | 273-й квартал                           | Військове містечко № 12                 | Через ЦТДЮ                                                                     |
| 35                                      | Івушка                                  | 273-й квартал                           | Скасований у 2019 році                                                         |
| 38                                      | Оранжерея                               | Манжосівка                              | Через сел. Будмаш                                                              |
| б/н                                     | Гімназія № 1                            | Горова Білещина                         | Курсує у поминальні дні                                                        |
| б/н                                     | Гімназія № 1                            | Новий Побут                             | Курсує у поминальні дні                                                        |

## Рухомий склад
На балансі АТП перебувають автобуси БАЗ, ПАЗ, Рута, Mercedes-Benz Sprinter. Раніше експлуатувалися автобуси ЛіАЗ-677М, ЛАЗ, Ikarus.

## Оплата проїзду
Оплата проїзду проводиться кондуктору. На маршрутах, які прямують за межі міста (№ 1, 3, 6, 7, 8А, 14, 23, 28, 38), встановлена зональна тарифікація.

## Галерея

Автобус ПАЗ-672М на маршруті №9
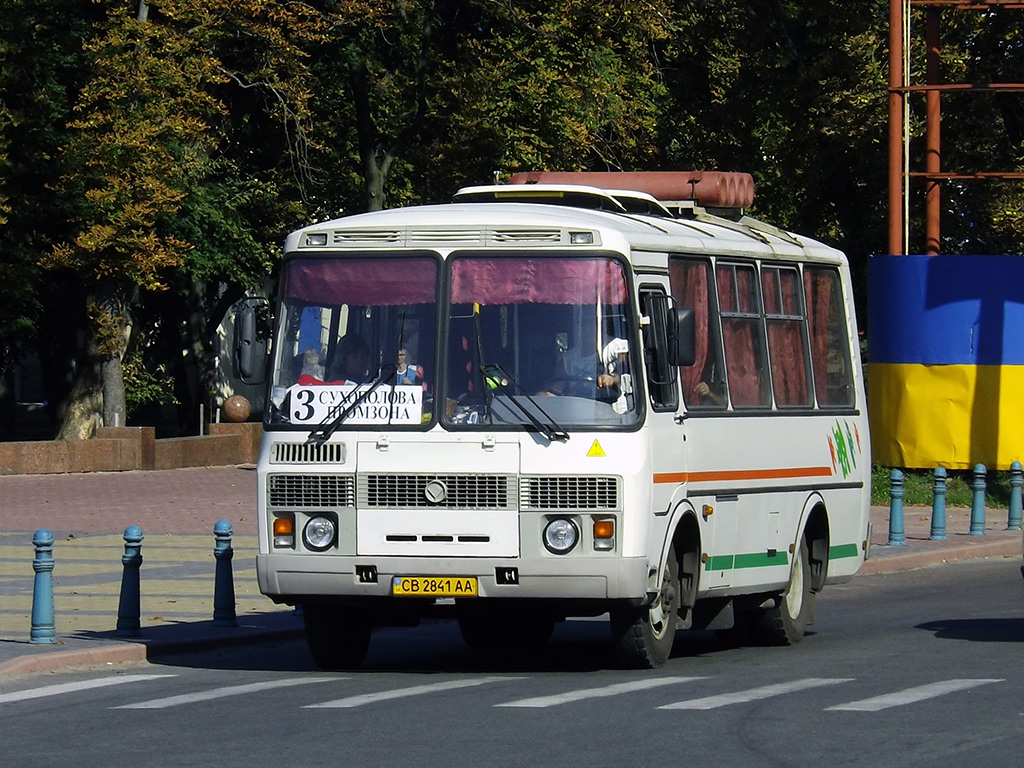
Автобус ПАЗ-32054 на маршруті №3